# 药王庙 (杭州)
药王庙，原称惠应庙，俗称皮场庙，位于中国浙江省杭州市吴山半山腰。药王庙最早供奉汉代相州汤阴皮货场看守员张森，现庙始建于宋代南渡之后。南宋末年，张森加封王爵，惠应庙因此在两侧绘制二十四医仙像。明清时期，药王庙开始改奉神农（俗称药王菩萨），同时祭祀扁鹊和孙思邈。康熙十八年（1679年）开始，杭州城内的中药同业公会定期每年四月廿八于此集会，祭拜药王生日。1950年代，药王庙逐渐荒废，先后改用为听书、喝茶的场地，直到2002年杭州市园林局重修。:260-261